# Princesa (kommun i Brasilien)
Princesa är en kommun i Brasilien.   Den ligger i delstaten Santa Catarina, i den södra delen av landet, 1 300 km sydväst om huvudstaden Brasília. Antalet invånare är 2 758.
Omgivningarna runt Princesa är en mosaik av jordbruksmark och naturlig växtlighet. Runt Princesa är det ganska glesbefolkat, med 34 invånare per kvadratkilometer.